# Giarmata-Vii, Timiș
Giarmata-Vii (germană Überland, Iwerland, maghiară Szölötelep) este un sat în comuna Ghiroda din județul Timiș, Banat, România. Este un sat recent care a fost pentru o lungă perioadă de timp un cătun aparținător de Giarmata. Numele său provine de la satul învecinat Giarmata și de la plantațiile de viță de vie specifice acestui loc. După construirea aeroportului Timișoarei pe hotarul de est, satul a început să se extindă și el spre est. În prezent el beneficiază de poziția sa privilegiată în zona periurbană a Timișoarei și a cunoscut o dezvoltare edilitară explozivă.

## Istorie
Istoricul așezării este strâns legat de localitatea vecină Giarmata, de care a aparținut și a cărui locuitori, au contribuit la înființarea noului aezământ. Ea este o localitate nouă, întrucât apare abia la începutul secolului XIX. Administrația Timișoarei deținea mai multe terenuri necultivate în împrejurimile orașului, pe care a decis să le scoată la vânzare. Terenurile au fost cumpărate de locuitorii satelor învecinate, care au devenit primii locuitori ai Überland-ului. Acest cuvânt de origine germană este întâlnit în mai multe sate bănățene și desemnează „teritoriul din împrejurimi”. În cazul Giarmatei-Vii, termenul a devenit numele propriu al localității. Sub numele de Giarmata-Vii apare abia în 1943. Până atunci, localitatea s-a numit pe rând:
| - 1806 - Überland - 1837 - Überland vineae - 1851 - Uiberland - 1861 - Ueberland vineae - 1911 - Kisgyarmatapuszta | - 1922 - Iberlond - 1923 - Odaie Giarmata - 1931 - Überland - 1940 - Viile Iermatei - 1943 - Giarmata Vii |